# Kontrollstämpel

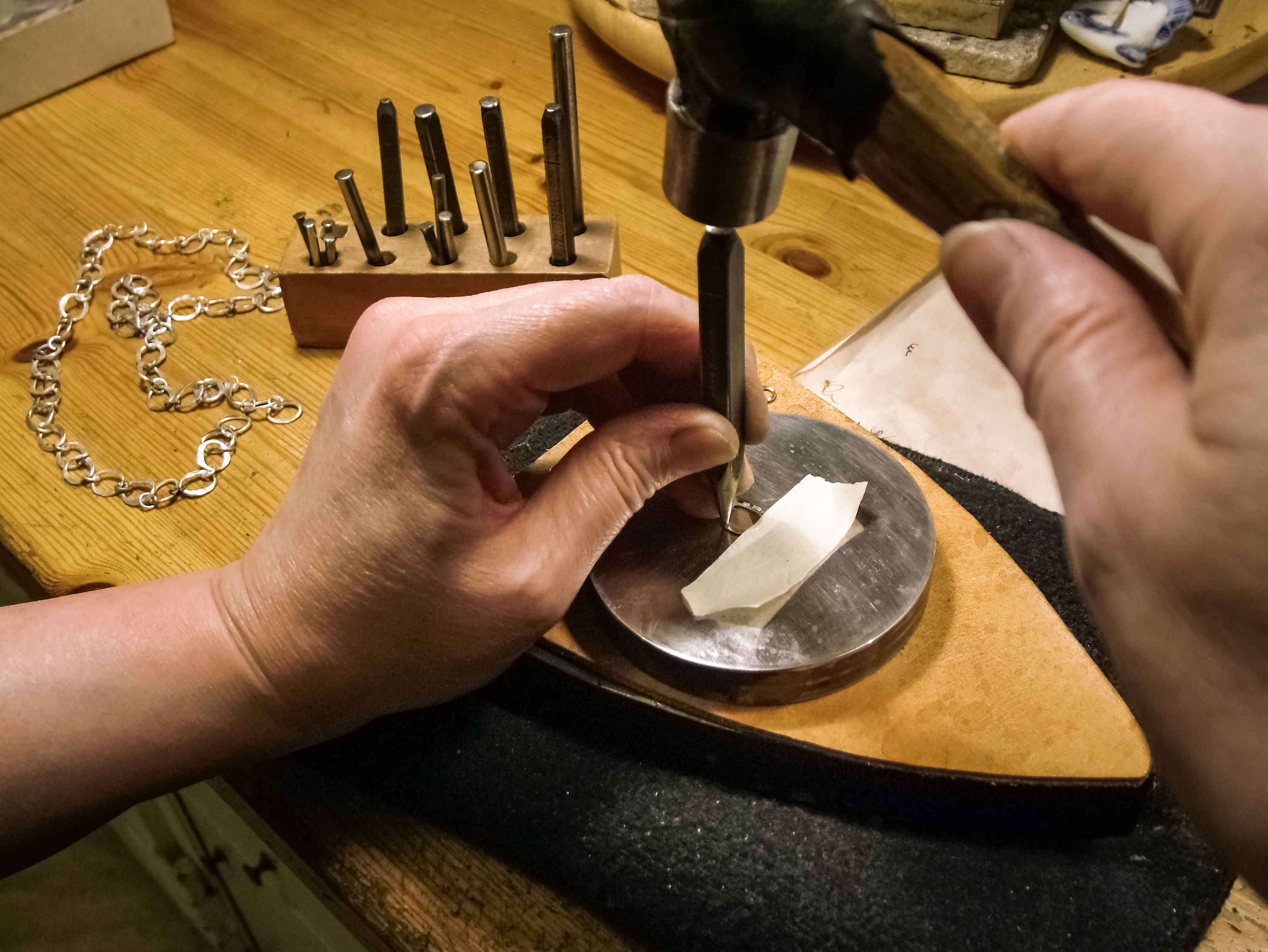
Kontrollstämplar slås in i en länk till en handsmidd silverkedja av en silversmed.

Kontrollstämpel är en stämpel som är inslagen i föremål av ädelmetall där den registrerade innehavaren av stämpeln personligen och under lagansvar, garanterar att den legering som föremålet är tillverkad av, uppfyller angiven finhalt. Kontrollstämpel är benämning för två av de i Sverige förekommande fyra olika typerna av ansvarsstämplar. En kontrollstämpel är en form av kontrollmärke.

## Sverige

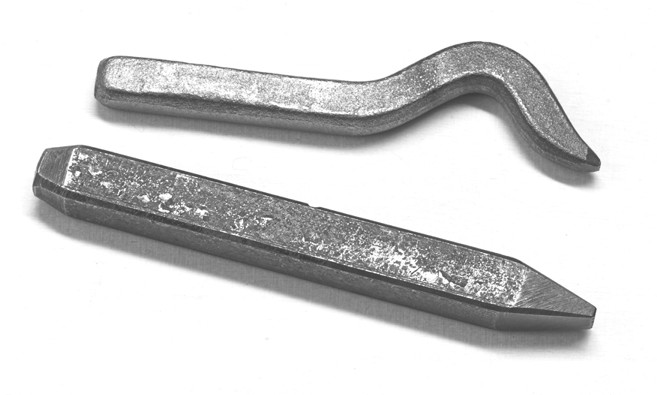
Två stämpelpunsar, en vanlig rak och en knäpuns som krävs för att stämpla t.ex. insidan av en ring.

Långt tillbaka har i Sverige funnits föreskrifter om att föremål av ädelmetall skulle åsättas en märkning som garanterade metallens äkthet. Redan 1485 stadgades att guldsmedsmästarna skulle sätta sina initialer eller sitt bomärke på föremålet som bevis. De äldsta stämplarna är bomärkesstämplar. Dessa är ofta väldigt svåra att tolka då de ofta inte ger någon ledtråd till guldsmedens namn. Med hjälp av andra arkivaliska handlingar har dock några sådana stämplar kunnat identifieras, några till och med från första hälften av 1500-talet. De första initialstämplarna dyker upp i slutet av 1500-talet. Lorenz Hartman i Stockholm, Knud Pedersen i Malmö och en del guldsmeder i Vä är bland de första som använder sådana stämplar. Bomärkesstämplar används så sent som mitten av 1600-talet. Under första hälften av 1700-talet börjar mästarstämplar med hela namnet förekomma.
1596 bestämde städerna Vadstena och Linköping med att föremålen dessutom skulle förses med stadens stämpel. Efterhand spreds kravet om stadsstämpel till hela Sverige.
Västerås, som använder ett gotiskt A (Aros) har idag den äldsta ännu relativt oförändrade stadsstämpeln, i bruk sedan början av 1600-talet. Göteborg har använt ett krönt G (ursprungligen krönt GB) åtminstone sedan 1630-talet och Visby ett W sedan mitten av 1600-talet. I Stockholm användes först stadens krona som stämpel, men 1689 ändrades detta till bilden av stadens skyddshelgon, S:t Erik. Den stadsstämpeln för Stockholm används än idag. 1860 förenklades stadsstämplarna och många fick sina äldre stämplar utbytta mot bokstäver i olika utförande. För de ovan nämnda behölls dock ett äldre stämplingssystem. 
Kontrollen av varans äkthet gjordes av skråets ålderman eller någon annan av skrået utsedd betrodd mästare. Denne måste dessutom godkännas av stadens myndigheter. För undersökningen av metallhalten, proberingen, skavdes med en gravyrstickel några spån bort från föremålet på något undanskymt ställe. Spånen analyserades sen med olika metoder, så att halten kunde bestämmas. Skavspåren syns som en våglinje eller sågtandlinje, en eller annan centimeter lång. Denna linje kallas åldermannaranka. Om någon probering lämnade in ett föremål med för låg halt av den ädla metallen, slogs föremålet sönder. Vid uppenbart medvetet fusk förverkades föremålet, och fuskaren kunde ådra sig straff. Underhaltiga importerade föremål, måste utföras ur riket.
Enligt en kunglig stadga 7 december 1752 övertog staten ansvaret för kontrollen, och då ersattes åldermannarankan med riksstämpeln Tre kronor  inom en trekantig ram med starkt rundade hörn, den s.k. kattfoten. Den kompletterades med ytterligare bestämmelser 1753 och trädde i kraft 1 januari 1754. Mindre föremål som ringar, örhängen, fingerborgar, samt ringar var undantagna från bestämmelserna. Ytterligare direktiv utfärdades 4 februari 1755, då allmogesmycken undantogs från kontrollstämpling. 1787 utfärdades nya bestämmelser, enligt vilka allt guld över 1,74 grams vikt skulle stämplas. Åldermansrankan hade dock hunnit bli ett kvalitetstecken, så många föremål försågs med åldermansrankan även efter att trekronorstämplingen infördes. Probering med åldermansranka har även förekommit i andra länder och kan påträffas på silver långt in på 1800-talet.
I Stockholm bestämdes 1689 att de ädla föremålen skulle förses med en tredje stämpel visande en bokstav, som angav tillverkningsåret, årsbokstaven. Man började med A, fortsatte med B  nästa år o.s.v.. Detta bruk spred sig snabbt till andra städer, som också började med A, Jönköping och Nyköping samma år, Malmö och Kristianstad året därpå, och alltså betyder olika bokstäver olika år. När hela alfabetet var förbrukat började man om från A, igen. Kronologin blev således olika för olika städer, och det är därför inte helt enkelt att bestämma åldern för föremål märkta med de tidigare bokstäverna i alfabetet. Det finns dock vissa ledtrådar. När man började med A 1689 använde man versaler i skrivstil t o m Z.  I andra serien övergick man till gemena bokstäver i frakturstil.
1913 infördes ytterligare en stämpel för att identifiera materialet i arbetet, en stämpel vardera för guld, silver och platina.

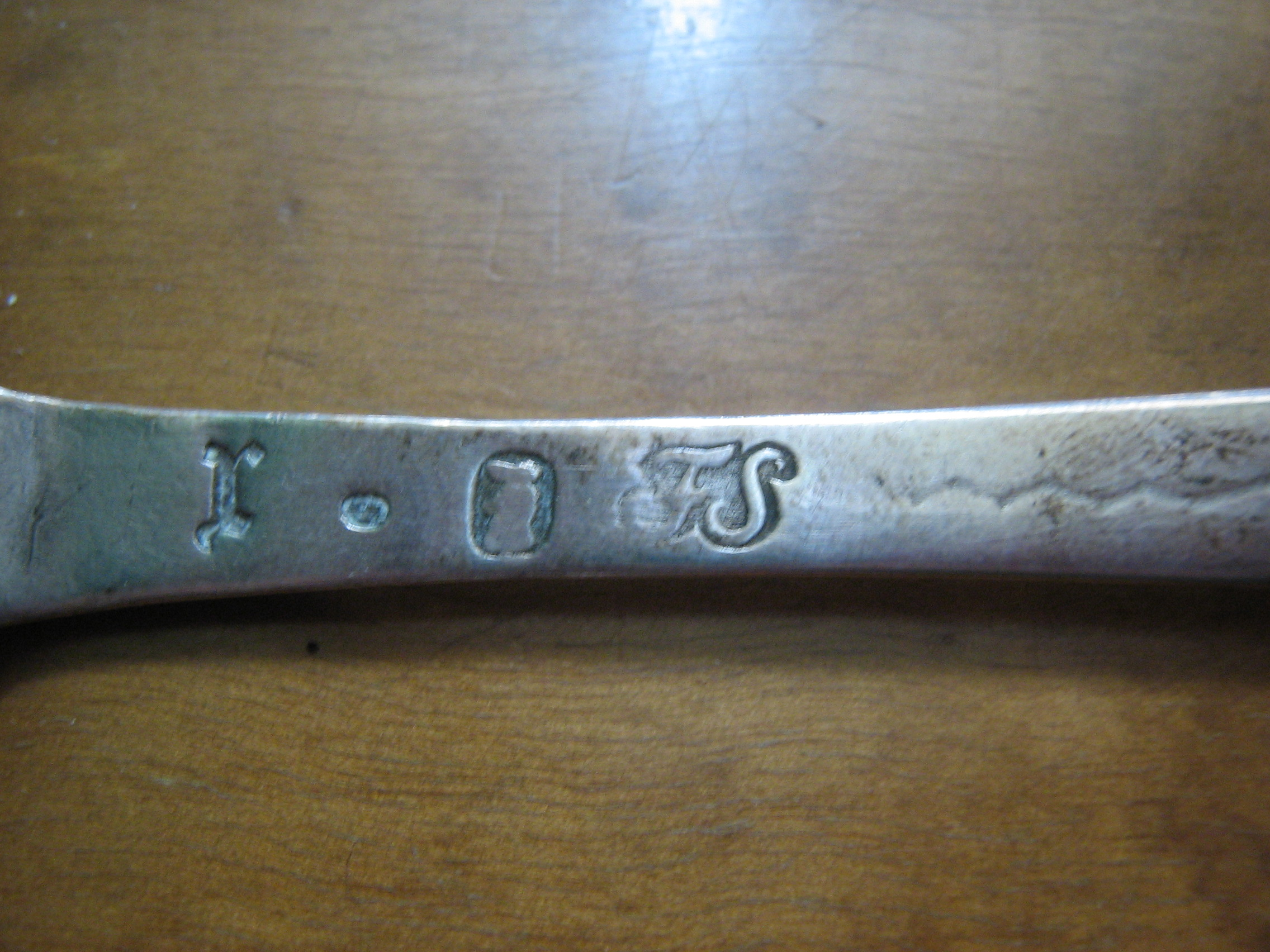
Äldre svenskt stämplat silver, från vänster r - Stockholms årtalssystem 1753, kattfotsstämpel, Stockholms stadsstämpel, mästarstämpel FS - Ferdinand Sehl, längst till höger åldermansranka.

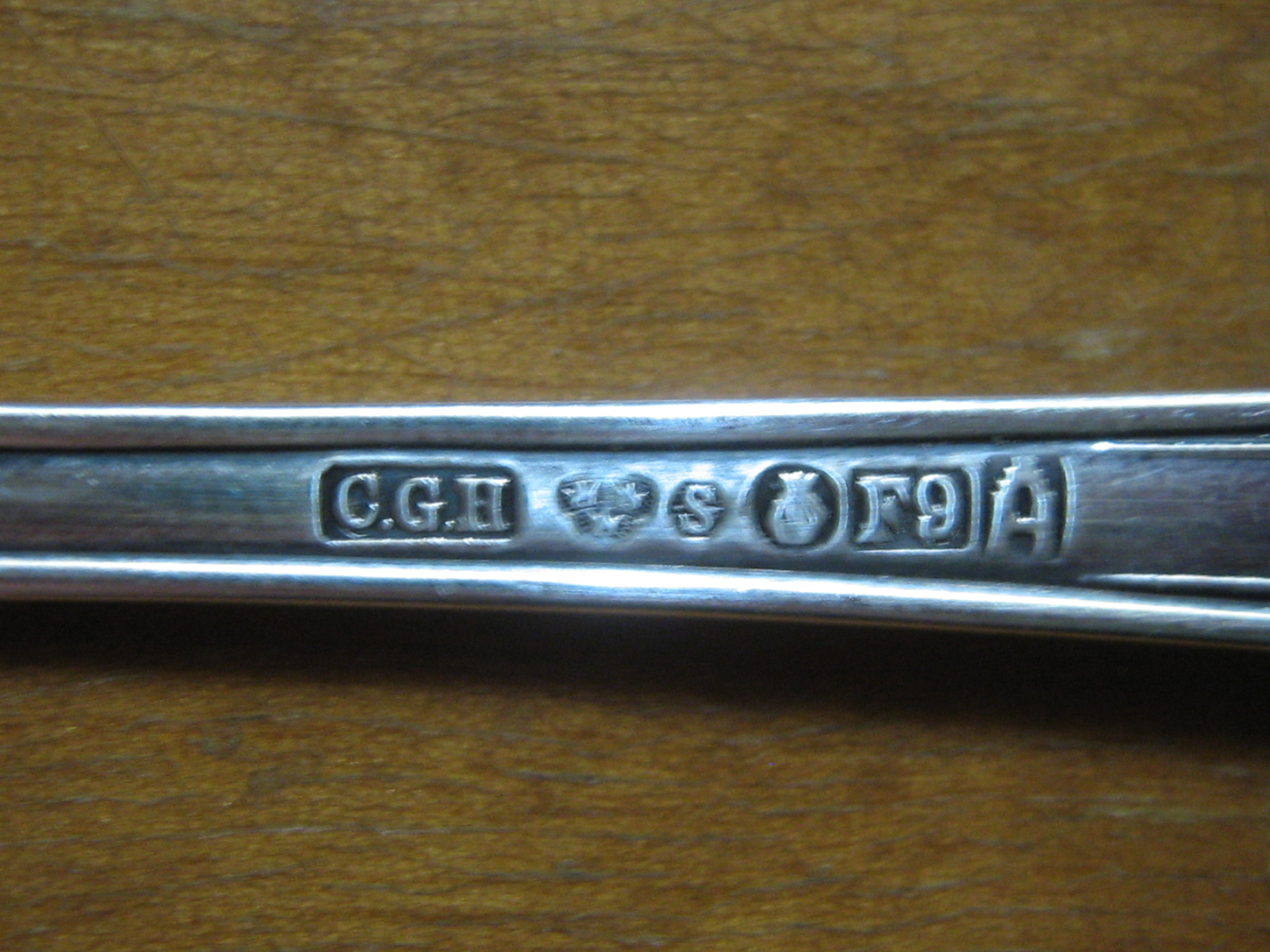
Nyare svenska silverstämplar, från vänster mästarstämpel C.G.H. - Hallbergs Guldsmeds AB, kattfot, s i hexagonal ram för silver, Stockholms stadsstämpel, F9 för 1956.

### Äldre bestämmelser

#### Silverhalt
1489 års bestämmelser angav att silver skulle hålla 14 1/2 lod rent silver per mark, vilket motsvarar 90,625 % silver. 1569 bestämdes att silver skulle vara 14-lödigt, vilket var samma halt som i dalermynten, det vill säga 87,5 %. 1594 angavs halten till 13 1/2 lod för gjutet och 13 3/4 lod för hamrat silver och 1596 till 13 1/2 lod för allt silver. 1752 bestämdes halten till 13 1/4 lod (82,8125 %). Detta ändrades 1912 till 830 tusendelar.

#### Guldhalt
I Sverige gällde att 1 karat guld kan indelas i 12 grän (singularis gran), vilket innebär att rent guld motsvarar 24 x 12 = 288 grän. För silver räknas med att 1 lod motsvarar 18 grän; rent silver har då lödigheten 16 x 18 = 288 grän. Rent guld och rent silver får med detta räknesätt samma antal grän (288) trots att 1 gram guld inte innebär samma finhalt som 1 gram silver. Förvirrande, men kanske praktiskt i något sammanhang.
I andra länder än Sverige förekom i äldre tider en mängd olika underindelningar av karat och lod, samma förvirring som det var för längdmått, volymer, vikter, myntslag etc. Detta gör att det är en grannlaga uppgift att bedöma litteraturuppgifter och att göra rättvisa jämförelser av finhalter hos föremål med ursprung från olika länder.
De äldsta bestämmelsen om vilken halt guld skulle hålla gavs i riksrådets stadga för guldsmeder år 1473. Halten bestämdes där till lägst renskt guld, med vilket menades en halt på 19 karat. Samma bestämmelse meddelades 1474 och 1529, men där angavs renskt guld motsvara 18 1/2 karat. 1569 angavs lägsta halten till kronguld, vilket då motsvarade 22 karat och 2 grän, samma som Johan III:s crongyllen. 1594 och 1622 stadgades på nytt rensk som lägsta halt och 1689 bestämdes halten till 18 karat och 4 grän.
För Stockholms guldsmedsämbete år 1703 skulle guldsmederna arbeta i halterna: dukatguld - 23 karat 6 grän; cronoguld 22 karat 6 grän och renskt guld 18 karat 6 grän.
För guld gällde åren 1664–1834 enligt Kungl Myntordningen , bekräftat av 1752 års Control-Stadga,  tre standardklasser för kvaliteten:
- dukatguld,  23 karat 5±1 grän (281/288 = 976 ‰), resten silver. (Dukat var ett mynt som präglades fram till 1868; 1 dukat var värd 8 kronor)
- pistolettguld,  20 karat 4 grän, (244/288 = 847 ‰) (pistol är namnet på ett gammalt mynt)
- kronguld,  18 karat 4 grän, (220/288 = 764 ‰)

Enligt K  Commerce-collegii Circulaire 5 november 1758 kunde dock för "kontrollhaltigt och stämpeltillåtligt dukatguld" mot dubbel stämpelavgift dispens ges för halter ner till 23 karat 3 grän (279/288 = 967 ‰).

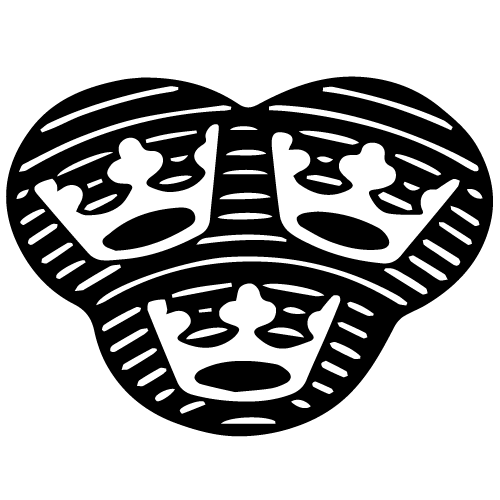
"Kattfoten" kallas den traditionella svenska kontrollstämpeln, som används för att garantera ett guldföremåls äkthet och finhalt. Smeknamnet "kattfot" kommer från att de tre kronorna på stämpeln liknar en kattfot.

För att bringa ordning i denna oreda tog staten 1754 över kontrollstämplingen av guld, silver och tenn, och kattfoten, som består av lilla riksvapnet Tre Kronor i en trepassformad sköld infördes som opartisk kontrollstämpel.  1759 infördes årsbeteckningen, och Statens tillsynsmyndighet i dessa frågor, Kungl. Kommerskollegium föreskrev att från och med 1759 skulle sammanlagt 5 instämplingar göras i följande ordning:
- Tillverkarens namn (får vara i förkortad form).
- Kattfoten.
- För guldföremål halten i karat, till exempel 23K.
- Stämpel med symbol för tillverkningsorten.
- Årsstämpel med samma bokstavsserier enhetligt inom hela landet med A = 1759 (se nedan).

Bokstaven J används inte på grund av förväxlingsrisk med I. (För övrigt har vissa tider I och J ansetts vara samma bokstav.) Bokstäverna W, Å, Ä och Ö används inte heller. Samma system för årsmärkning används fortfarande i Sverige och gäller såväl för föremål tillverkade här som för i landet sålda importerade föremål av ädel metall. I landsorten skulle stämpelbara föremål inlämnas till ortens rådman.
Genom stadgan 1752 inrättades 'Kontrollverket lydande under Finansdepartementet, med uppgift att övervaka probering och stämpling av guld-, silver- och tennföremål. Till dess det nya ämbetsverket hunnit inrättas skulle Kommerskollegium fortsätta den tillsyn av kontrollstämplingen man sen tidigare hade ansvar för. Kontrollverkets föreståndaren, kontrolldirektören, jämte en kontrollör och en assistent skulle utses av Kungl. Maj:t. (1829–1876 var Kontrollverket förenat med Kungliga Myntverket, som senare blev Mynt- och justeringsverket.)
Samma årsmärkningssystem används för tennföremål. För föremål av platina, guld och silver används latinska alfabetets versaler för årsbokstaven, för tennföremål frakturstil.
Nysilver, elektrolytiskt försilvrade föremål i annan metall behöver inte stämplas. NS, Nysilfer, Alpacca, försilvrad, pläteret med mera är några av de mängder med stämplar som förekommit på dessa föremål men någon lagreglerad stämpling har aldrig förekommit (undantaget den stämpling på Argend Haché som förekom under 1700-talet) och ofta har de ingen märkning alls. De kan även ha olika former av nummersystem för att beteckna tjockheten på försilvringen. Vissa fabriker har även använt sig av olika årtalssystem för stämpling av sina föremål, även ortsstämplar förekommer. Kattfoten får dock inte förekomma på nysilver.
Detta nysilver ska inte förväxlas med den legering som också kallas nysilver. Tidigare kunde föremålet ha tillverkats av mässing, vilket gör att det lyser gult på slitna ställen där försilvringen nötts bort. För sådana föremål, som kommer i kontakt med mat, till exempel bordsbestick, är synlig mässing direkt olämplig ur hälsosynpunkt, då mässingens korrosionsprodukter är mer eller mindre giftiga. Bättre kvalitet erhålls om grundmaterialet är av "vit metall", till exempel legeringen alpacka, vilket ord då ofta stämplas in efter NS-stämpeln. Eftersom undermetallen är vit syns inte avskavda ställen så tydligt, och för alpacka finns inga betänkligheter ur hälsosynpunkt.
Som motsats till nysilver kallas ibland föremål av gediget äkta silver gammalt silver.

### Nyare bestämmelser
1974 kom en ny lag, som reglerar kontrollstämplingen, varvid viss anpassning gjordes till internationella föreskrifter. Karatstämpeln ersattes med halten uttryckt i promille,[källa behövs]
vilket innebär att exempelvis följande likheter med viss avrundning gäller:
- 18 karat = 750 ‰ (exakt)
- 20 karat = 833 ‰ avrundat till 840 ‰
- 23 karat = 958 ‰ avrundat till 975 ‰

I de två sista fallen blir det alltså en viss kvalitetshöjning jämfört med tidigare mått.
För silver blev den nya undre gränsen 830 ‰, s.k. verksilver,  vilket är nära lika den tidigare undre gränsen 131/4 lod, som avrundat motsvarar 828 ‰. Detta är en internationell anpassning för att underlätta import. En gräns 925 ‰ har tillkommit för sterling silver. Dessa halter, angivna med siffror, stämplades förut omedelbart efter S-stämpeln.
Den internationella anpassningen har också inneburit att sedan 1 juli 1988 får finhalter ända ner till drygt 14 karat (585 ‰) kallas äkta guld. [källa behövs]
Not I litteraturen förekommer en del förvirrande uppgifter om undre gränsen för silvers finhalt: Det enligt förordning fastställda värdet 13 lod 4 grän kan ha avrundats på olika vis, t ex till 13 1/4 eller 13 lod jämnt.
För platinaföremål användes ett P,  i hexagonal sköld, tillsammans med en kattfot. En standardhalt för platina är 950 ‰. Platina har stämplats på detta sätt i Sverige sedan 1925.
Sedan 1975 godtas i Sverige den internationella vågstämpeln som ersättning för kattfoten. Vågstämpeln utgörs av en symbol i form av en stiliserad balansvåg, som omger de siffror, som anger halten i promille.[källa behövs]
Ortsmärket sätts numera omedelbart efter tillverkarstämpeln.[källa behövs]
Kontrollen överfördes från Mynt- och justeringsverket till Statens Provningsanstalt  (1993 privatiserad och omdöpt till Sveriges Provnings- och Forskningsinstitut AB)  eller dess auktoriserade ombud, som kallades proberare. 
Proberarna gick mycket omsorgsfullt tillväga. Exempelvis hände det att ett silverarbete underkändes för att enbart sprinten i ett gångjärnsförsett lock inte höll samma halt som resten av föremålet.

### Gällande bestämmelser
Sedan januari 2000 sköts ädelmetallkontrollen helt av SWEDAC, Styrelsen för ackreditering och teknisk kontroll. De är en förvaltningsmyndighet för ädelmetallstämplar, vilket innebär att de ackrediterar företag eller organisationer så att de själva får utföra kontrollstämplingen. SWEDAC har endast en administrativ roll som kontrollant och proberare för de ackrediterade företagen som utför ädelmetallstämpling med kattfotstämpling och eller CCE stämpling. De kontrollerar även finhalten, proberar arbeten, genom stickprovskontroller hos dem som tillverkar ädelmetallarbeten och istället stämplar med registrerad namnstämpel (tillverkarstämpel) samt finhaltsstämpel. D.v.s. de som utför finhaltsstämpling utan kattfot eller CCE. De håller även i register för dem som är ackrediterade samt de som har en registrerad namnstämpel.
De fyra olika typerna av ansvarsstämplar som är intressanta för stämpellagen är:
Namnstämpel. En i Sverige registrerad stämpel med en kombination av minst två bokstäver satta i en rektangulär ram. För att få användas i Sverige skall stämpeln vara registrerad hos och godkänd av SWEDAC, eller i vissa undantagsfall av annan myndighet inom EES eller i någon av de andra länder som skrivit under Ädelmetallkonventionen. Stämpeln får endast säljas till personer eller företag som är registrerade hos dem. Vem som helst får registrera en namnstämpel, men oftast är det en silversmed eller guldsmed, eller ett företag som ägs av de samma, eller har guldsmed eller silversmed anställd. SWEDAC skall ha möjligheter till stickprovskontroller på de stämplade föremålen. Innehavaren betalar en registerhållningsavgift och kontrollavgift till SWEDAC som 2009 uppgår till 560 kronor plus moms per år.
Finhaltsstämpel. Stämplar med siffror i en rektangulär ram. Siffrorna 950, 925, 830, 750, 585, 500, 375, för att ange finhalten i tusendelar, eller 18K, 14K, 9K i en rektangulär ram för att ange finhalten i karat. Får innehas och köpas av alla, då stämpeln är betydelselös utan namnstämpel, kattfotsstämpel eller CCM-stämpel. Stämpellagen säger dock att finhaltsstämpling inte är tillåten utan namnstämpel eller någon av de två kontrollstämplarna.
Kontrollstämpel. 1754 började man stämpla alla guld- och silverföremål i Sverige med den så kallade "kattfoten", en trepassformad stämpel med trekronorsvapnet. 1912 infördes en oval stämpel med trekronorsvapnet för importerat guld och silver. Bestämmelserna trädde i kraft den 1 januari 1913. Denna stämpel är sedan den 4/12 1986 (Lag (1986:985) om handel med ädelmetallarbeten) inte längre obligatorisk. I lagstiftningen tillades möjligheten att istället använda namnstämpel i kombination med finhaltsstämpel. Kontrollstämpeln får endast innehas av företag som ackrediterats SWEDAC. 
CCM-stämpeln är den Europeiska gemensamma kontrollstämpeln. En stiliserad våg med finhalten angiven med tre siffror mellan vågskålarna. Får i Sverige endast innehas av företag som ackrediterats SWEDAC. Oftast för större företag med betydande produktion av smycken.
Övriga stämplar som inte har med stämpellagen att göra är ortmärke, årsstämpel, varumärkesstämpling eller föreningsstämpel. Dessa är inget krav, men många väljer att även stämpla några av dem i mån av plats. En välkänd föreningsstämpel är bokstäverna GR i en oval ram, som innebär att tillverkaren är med i Guldsmedsmästarnas Riksförbund.
Ädelmetallarbeten behöver sedan 1986 inte längre obligatoriskt kontrollstämplas (kattfotsstämplas) för att benämnas och säljas som äkta ädelmetallföremål i Sverige. Finhalten och äktheten kan istället garanteras av namnstämpelns registrerade innehavare under kontroll och lagansvar.
Av praktiska skäl kan de obligatoriska stämplarna inte sättas på varje del, som ingår i ett ädelmetallföremål, t.ex. varje länk som ingår i en halskedja. Det räcker då att de obligatoriska stämplarna finns på ett ställe, t.ex. på en halskedjas spänne. Tillverkaren garanterar då med sin stämpel, ansvarsstämpeln  att alla ingående delar uppfyller kraven enligt den stämpling som finns på bara ett ställe.
Vid export av ädelmetallarbeten gäller Ädelmetallkonventionens bestämmelser om stämpling, det vill säga de gemensamma bestämmelserna inom EU samt de andra länder som valt att underteckna konventionen. Den kräver att ädelmetallarbetet är försett med fyra stämplar. Finhaltsstämpel, tillverkarens namnstämpel, nationell kontrollstämpel (som i Sverige är kattfoten) och CCM-stämpeln. Om det är möjligt ska de fyra stämplarna placeras i omedelbar närhet av varandra. I Sverige får den nationella kontrollstämpeln och CCM-stämpeln endast användas av ett av SWEDAC ackrediterat kontrollorgan.
Sammanfattning :
Ädelmetallarbeten har i Sverige godkänd stämpling med :
1. finhaltsstämpel tillsammans med kattfotsstämpel eller CCM stämpel. Stämplad av något av de företag som är godkända av SWEDAC.
2. hos SWEDAC registrerad och godkänd namnstämpel samt finhaltstämpel. Vem som helst kan registrera en namnstämpel, men oftast är det en silversmed eller guldsmed, eller ett företag som ägs av, eller har guldsmed eller silversmed anställd.
3. fyra stämplar vid export, enligt Ädelmetallkonventionens bestämmelser. Finhaltsstämpel, tillverkarens namnstämpel, nationell kontrollstämpel (som i Sverige är kattfoten) och CCM-stämpeln.
4. För dekoration eller ytterligare upplysning stämplas ibland även ortsmärke, årsstämpel, varumärkesstämpel eller föreningsstämpel, men detta är inget krav.

Referenser :
- Svensk författningssamling, SFS 1999:779
- SWEDAC dokument STAFS 2008:19 och STAFS 2008:8

### Årsstämplar

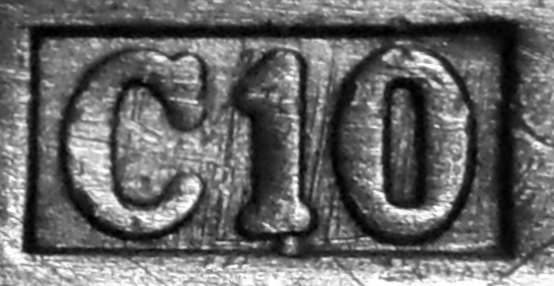
Årsstämpeln C10 betyder att föremålet är tillverkat 1977.

Åsrsstämplar är en liten kontrollstämpel som har använts på föremål av guld, silver och tenn i Sverige sedan den infördes år  1689.
De första serierna infördes i Stockholm, Jönköping och Nyköping detta år. 1690 startades årsbokstavsserier i Malmö och Kristianstad, 1693 i Norrköping och Göteborg, 1694 i Borås, 1696 i Lidköping, 1698 i Karlskorna, troligen 1699 i Uppsala, 1733 i Arboga och 1728 i Linköping. I en del mindre städer användes årtalsserierna från angränsande städer. För att skilja olika årsserier åt användes varierande stilsorter. I Stockholm är den första serien 1689-1712 i antikva versaler, andra serien 1713-1736 i kursiva versaler och den tredje serien i gemena frakturer. Tyvärr tillämpades systemet inte helt konsekvent.
Genom Kommerskollegi kungörelse 29 maj 1758 infördes en för hela landet gemensam årsbokstavsserie med början på A år 1759.
Året därpå, 1760, användes bokstaven B och 1761 bokstaven C och så vidare. När alfabetet "tog slut" år 1782 började man om från A och lade till siffran 2 efter A:et. När alfabetet återigen tog slut 1806 började man använda siffran 3.
I Finland, där det svenska systemet användes fram till 1809, behöll man årsstämplingssystemet, men började 1810 på en ny årtalsserie. Finska silverföremål har alltså årsstämplar liknande de svenska men är 51 år yngre än vad en svensk stämpel skulle ange.
1975 var första året då en årsstämpel med tre tecken användes (A10).
Årsstämplarna har på senare tid även använts på icke kontrollstämplade föremål. Även sedan kontrollstämplingen av tenn upphörde 1912 har man fortsatt använda årsstämplarna på tennföremål. Skultuna bruk har sedan slutet av 1900-talet använt årstämplarna på föremål i mässing. Årsstämplarna i sig utgör alltså ingen kontrollstämpel. De kan finnas på kontrollstämplade föremål eller saknas, de kan finnas på icke kontrollstämplade föremål, eller om kontrollstämpling saknas kan bostavs/sifferkombinationen betyda något helt annat.

#### Årsstämplar 1759–2046
|   |      | 2    | 3    | 4    | 5    | 6    | 7    | 8    | 9    | 10   | 11   | 12   |
| A | 1759 | 1783 | 1807 | 1831 | 1855 | 1879 | 1903 | 1927 | 1951 | 1975 | 1999 | 2023 |
| B | 1760 | 1784 | 1808 | 1832 | 1856 | 1880 | 1904 | 1928 | 1952 | 1976 | 2000 | 2024 |
| C | 1761 | 1785 | 1809 | 1833 | 1857 | 1881 | 1905 | 1929 | 1953 | 1977 | 2001 | 2025 |
| D | 1762 | 1786 | 1810 | 1834 | 1858 | 1882 | 1906 | 1930 | 1954 | 1978 | 2002 | 2026 |
| E | 1763 | 1787 | 1811 | 1835 | 1859 | 1883 | 1907 | 1931 | 1955 | 1979 | 2003 | 2027 |
| F | 1764 | 1788 | 1812 | 1836 | 1860 | 1884 | 1908 | 1932 | 1956 | 1980 | 2004 | 2028 |
| G | 1765 | 1789 | 1813 | 1837 | 1861 | 1885 | 1909 | 1933 | 1957 | 1981 | 2005 | 2029 |
| H | 1766 | 1790 | 1814 | 1838 | 1862 | 1886 | 1910 | 1934 | 1958 | 1982 | 2006 | 2030 |
| I | 1767 | 1791 | 1815 | 1839 | 1863 | 1887 | 1911 | 1935 | 1959 | 1983 | 2007 | 2031 |
| K | 1768 | 1792 | 1816 | 1840 | 1864 | 1888 | 1912 | 1936 | 1960 | 1984 | 2008 | 2032 |
| L | 1769 | 1793 | 1817 | 1841 | 1865 | 1889 | 1913 | 1937 | 1961 | 1985 | 2009 | 2033 |
| M | 1770 | 1794 | 1818 | 1842 | 1866 | 1890 | 1914 | 1938 | 1962 | 1986 | 2010 | 2034 |
| N | 1771 | 1795 | 1819 | 1843 | 1867 | 1891 | 1915 | 1939 | 1963 | 1987 | 2011 | 2035 |
| O | 1772 | 1796 | 1820 | 1844 | 1868 | 1892 | 1916 | 1940 | 1964 | 1988 | 2012 | 2036 |
| P | 1773 | 1797 | 1821 | 1845 | 1869 | 1893 | 1917 | 1941 | 1965 | 1989 | 2013 | 2037 |
| Q | 1774 | 1798 | 1822 | 1846 | 1870 | 1894 | 1918 | 1942 | 1966 | 1990 | 2014 | 2038 |
| R | 1775 | 1799 | 1823 | 1847 | 1871 | 1895 | 1919 | 1943 | 1967 | 1991 | 2015 | 2039 |
| S | 1776 | 1800 | 1824 | 1848 | 1872 | 1896 | 1920 | 1944 | 1968 | 1992 | 2016 | 2040 |
| T | 1777 | 1801 | 1825 | 1849 | 1873 | 1897 | 1921 | 1945 | 1969 | 1993 | 2017 | 2041 |
| U | 1778 | 1802 | 1826 | 1850 | 1874 | 1898 | 1922 | 1946 | 1970 | 1994 | 2018 | 2042 |
| V | 1779 | 1803 | 1827 | 1851 | 1875 | 1899 | 1923 | 1947 | 1971 | 1995 | 2019 | 2043 |
| X | 1780 | 1804 | 1828 | 1852 | 1876 | 1900 | 1924 | 1948 | 1972 | 1996 | 2020 | 2044 |
| Y | 1781 | 1805 | 1829 | 1853 | 1877 | 1901 | 1925 | 1949 | 1973 | 1997 | 2021 | 2045 |
| Z | 1782 | 1806 | 1830 | 1854 | 1878 | 1902 | 1926 | 1950 | 1974 | 1998 | 2022 | 2046 |

### Finhaltskrav
Även kallat renhetskrav
De ädla metallerna är i ren form så mjuka att de vanligtvis inte duger i tekniska sammanhang. Genom mindre tillsatser av olika legeringsämnen förbättras de mekaniska egenskaperna, så att metallen duger för tillverkning av diverse föremål. Om tillsatserna håller sig inom bestämda gränser, får den ädla metallen, som genom tillsatserna blivit en legering, fortfarande kallas äkta. I Sverige gäller följande minsta halter för äkta vara enligt Lag (1999:779) om handel med ädelmetallarbeten:
Guld: 375 tusendelar (motsvarar 9 karat)
Platina: 850 tusendelar
Silver: 800 tusendelar
Palladium 500 tusendelar
Förgyllning innebär att ett föremål där grundmaterialet inte är guld, på galvanisk väg överdras med ett tunt lager guld (elektroplätering). Ett något tjockare guldöverdrag, som kan anbringas även på icke-galvanisk väg, kallas gulddoublé.  Sådana föremål får inte förses med kontrollstämpel för guld. Är grundmaterialet silver av godkänd halt, som sedan förgyllts, kan föremålet stämplas som kontrollerat silver.

### Tennstämpling

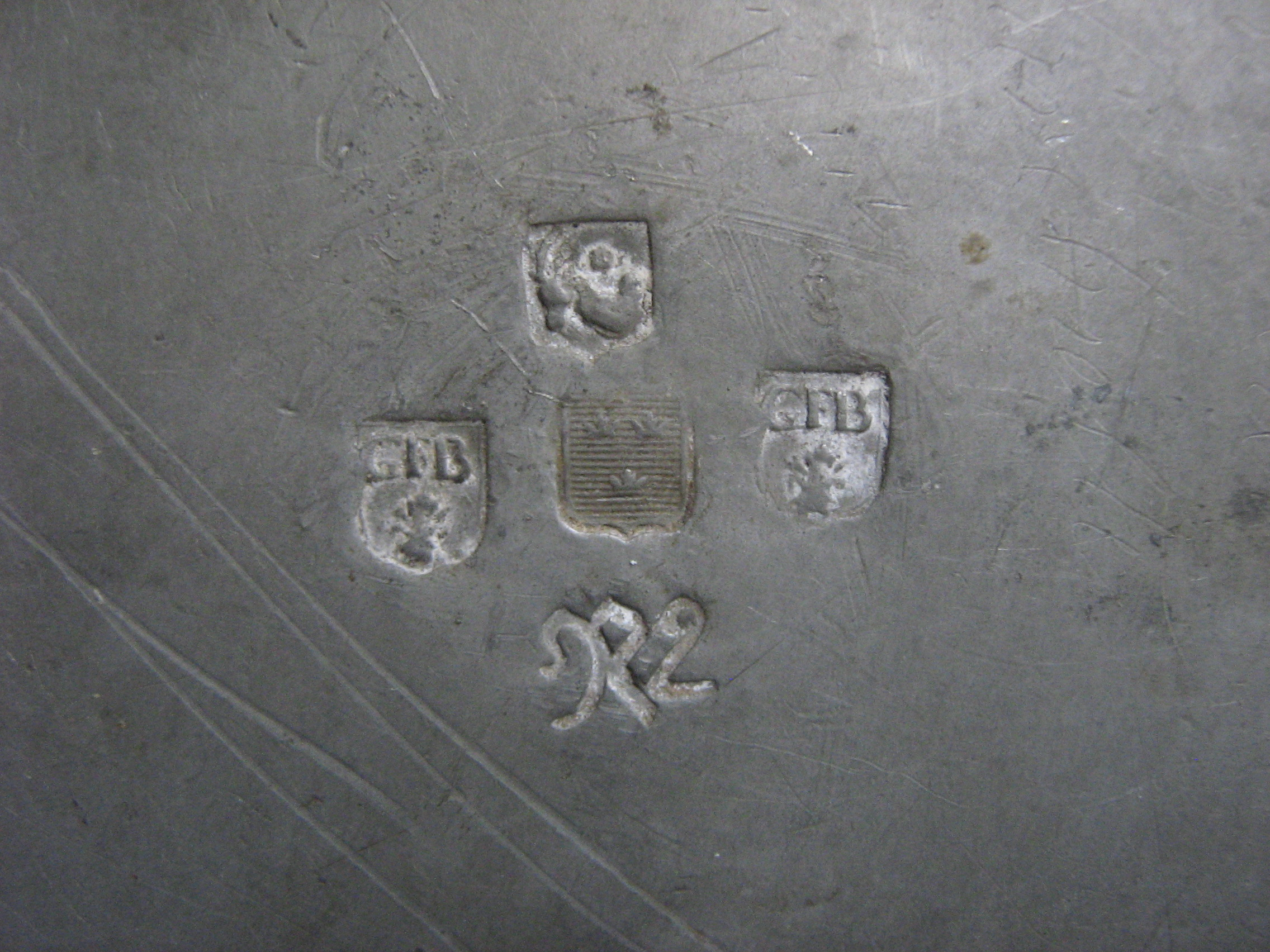
Tennstämpel 1795.

Tenn är inte ädelmetall, men har ändå tidigare kvalitetsstämplats i de flesta länder, och efter äldre tradition förekommer ibland ännu kvalitetsstämpling.
I Sverige kom den första förordningen om Mästarstämpling av tenn 1622, redan i skråförordningarna 1545 fastslås att tennskråets ålderman varje månad skulle kontrollera att inget underhaltigt tenn såldes. Föremål med minst 85% tennhalt fick stämplas med en trestämpel, medan tenn av 70% tennhalt fick stämplas med mästarstämpel. 1694 infördes 2- 3- och 4-stämplat tenn. 2-stämplat tenn skulle innehålla minst 66,66 % tenn, och slogs med två stämplar. 3-stämplat tenn skulle hålla minst 83% tenn och fick slås med tre stämplar, och det fyrstämplade tennet skulle hålla en halt av minst 97% rent tenn. 1694 infördes även ett årsbokstavssystem för tennstämpling, liknande det för Silver. 1759 infördes en trekronorsköld motsvarande ädelmetallernas "kattfot" för kontrollerat tenn, och samtidigt infördes samma årsbokstavssystem för tenn som för ädelmetaller. 1912 upphörde stämplingstvånget för tenn. Enskilda tillverkare har dock valt att fortsätta använda stämplar liknande dem som gällde tidigare.
Myndighetskrav på metallens finhet saknas sedan 1912 i Sverige när det gäller bruksföremål i tenn, och därför är gränserna för tennhalten i olika kvalitetsklasser flytande. När det gäller rent tekniska tillämpningar, t.ex. lödtenn, är läget ett annat. För denna tillämpning finns av industrin utarbetade detaljerade bestämmelser för sammansättningen i tennlegeringar för olika tillämpningar.

## Storbritannien

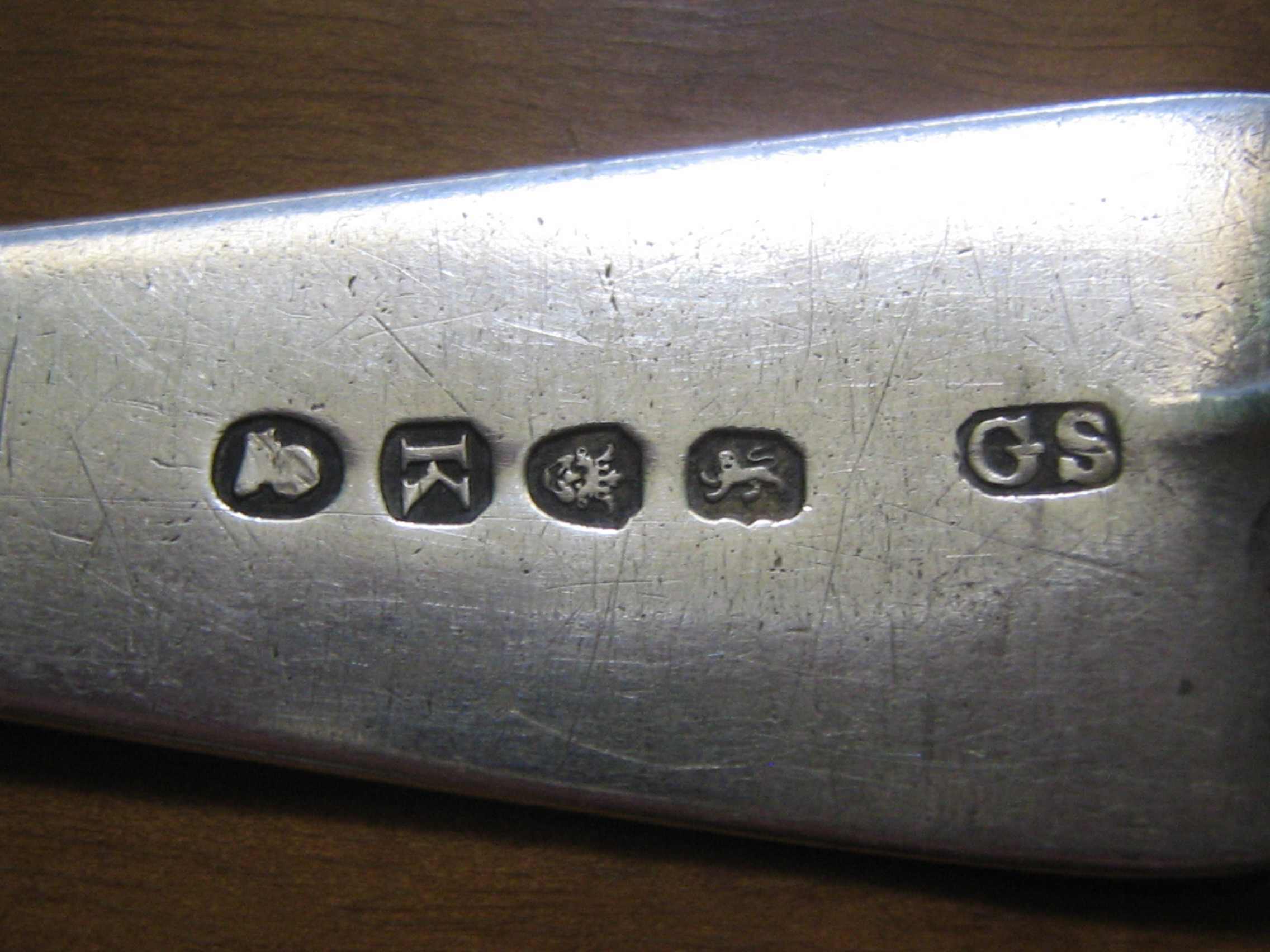
Brittiska silverstämplar, från vänster "kings head" här George III, date mark (1805), leapard's head - London, lion passant - sterlingsilver och mästarstämpel GS George Smith.

Sedan mitten av 1200-talet kontrollstämplas allt silver i England. I äldsta tider måste silverföremålen sändas till London för att där stämplas med ett leopardhuvud, Leopard's Head. 1423 bemyndigades sju andra städer att kontrollera och stämpla silverföremål, och efter hand fick allt fler städer samma rättighet. Man har uppskattat att ändå bortåt 90 % av gammalt engelskt silver stämplats med leopardhuvud i London. Några vanliga stadsstämplar:
- Birmingham: Ett ankare
- Chester: Ett svärd flankerat av två vetekärvar
- Dublin: En krönt harpa. (Harpan är Irlands nationalsymbol sen 1400-talet; i gamla tider lydde Irland under Englands kung.)
- Edinburgh: Från början ett slott med tre torn, senare ändrat till en tistel (Skottlands nationalsymbol)
- Glasgow: Ett lejon, som står på bakbenen
- Newcastle: En sköld med två torn
- Norwich: Ett slott ovanför ett lejon
- Sheffield: En krona

Ibland har en stadsstämpel från provinsen kombinerats med Londons leopardhuvud.
1545 införde Londons guldsmeder en stämpel med ett gående lejon. Den betydde att silverhalten var lika hög som i myntsilver, vilket innebar ca 90 % silver och 10 % koppar.
1697 kom en förordning som krävde ännu högre silverhalt än myntsilver, och då ersattes leopardhuvudet och det gående lejonet med ett lejonhuvud plus symbolen Britannia, en behjälmad kvinna som bär sköld och treudd. Denna silverkvalitet kallas Britannia silver. 1999 bestämdes det att Britanniasilver skall hålla minst silverhalten 958 ‰.

## Tyskland
I Tyskland har kontrollen av silver pågått längst, och började 1548. Kontrollstämpling av guld kom till först senare. 1667 kom en förordning att äkta silver skulle ha en halt av minst 13 lod, och guldföremål skulle hålla minst 18 karat för att få kallas äkta. I Tyskland, som ju till 1871 bestått av ett antal stater, hanterades kontrollstämplingen på olika sätt i de skilda staterna. Men 1888 bestämdes att kontrollstämplingen skulle vara enhetlig i hela tyska riket på följande sätt:
- Rikskronan
- för guld en solskiva runt kronan; för silver en månskära (menisk) vid sidan av kronan
- legeringens halt, angiven i promille. Minimum för guld 585 ‰ (motsvarar lite drygt 14 karat), för silver 800 ‰ (motsvarar 12,8 lod)
- smedjans eller smedens initialer

Utöver dessa obligatoriska stämplingar kan det förekomma stadsstämplar, som antingen kan vara stadens initial eller en typisk detalj hämtad från stadens vapen som symbol för tillverkningsorten. Några vanliga stämplingar är:
- Antwerpen: en hand
- Augsburg: en pinjekotte
- Dresden: ett D
- Frankfurt am Main: en örn
- Leipzig: ett L
- München: ett lindebarn
- Nürnberg: ett N
- Wien: en sköld

## Frankrike
I Frankrike kom på 1500-talet hårda regler beträffande guld- och silverhanteringen. En förordning 1543 reglerade guld- och silversmeders verksamhet samt godkända metall-legeringar.
Kontrollstämplingen skulle göras enligt följande:
- Stämpel med mästarens initialer
- Ovanför mästarstämpeln en krönt fransk lilja flankerad av två små punkter.
- Ett av mästaren valt attribut, exempelvis ett ankare, en fågel, ett hjärta, ett klöverblad, en stjärna, o.s.v..

Särskilt landsbygden visar stor rikedom på varierande stämpling.

## Finland
Finland hade fram till 1810 samma kontrollstämplingssystem som Sverige. Man började då en ny årtalsserie med A=1810 som alltså ligger 51 år efter den svenska. Kattfotsstämpeln byttes mot en krona i en hjärtformad sköld. Finskt silver stämplas sedan 1887 med silverhalten i tusendelar, sedan 1893 följt att ett H för finskans hopea = silver. 813 tusendelar är den vanligaste halten. Under den tid Finland tillhörde Ryssland användes lodstämpling kombinerat med rysk zolotnikstämpling.

## Danmark

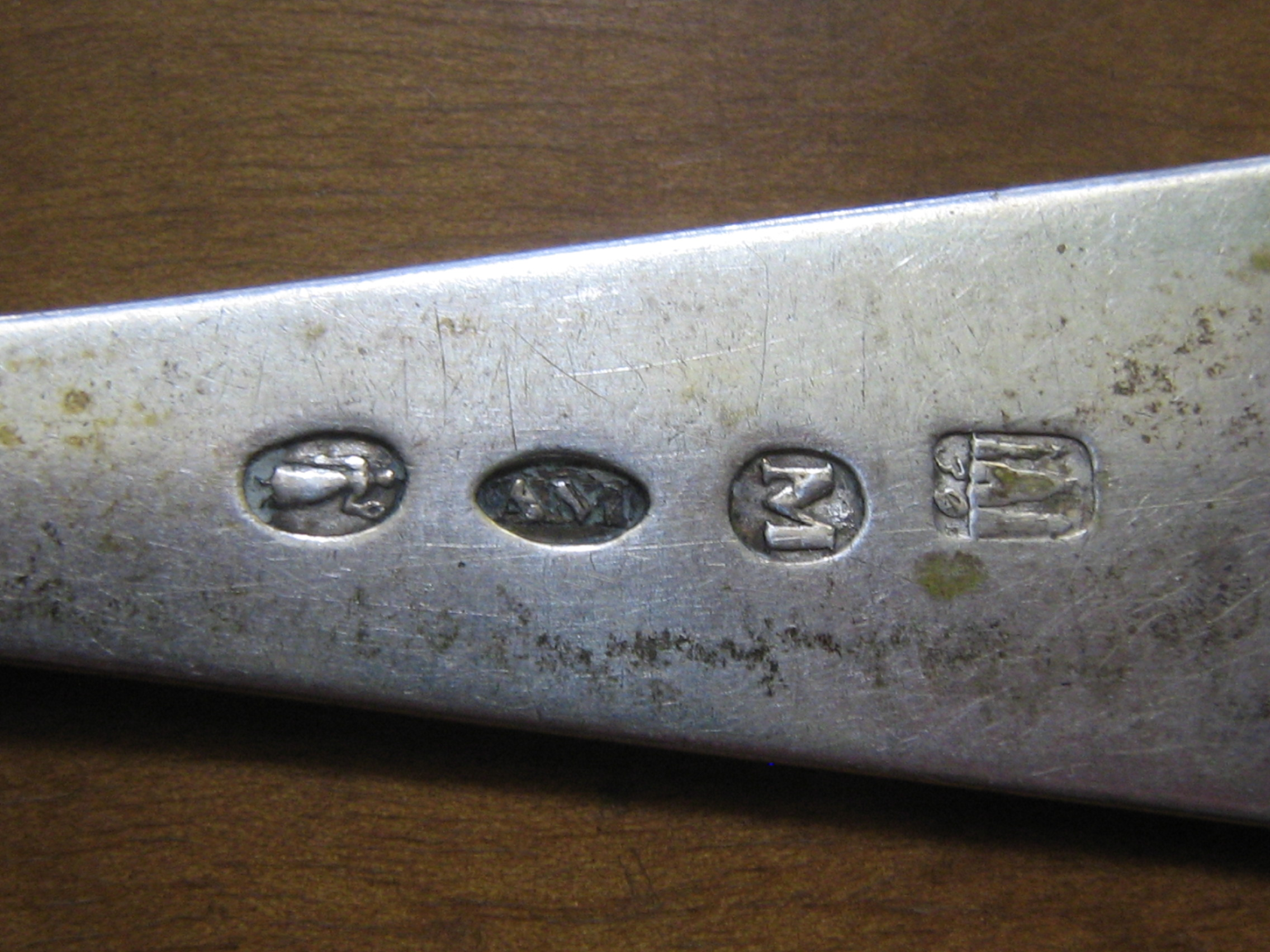
Danska silverstämplar, från vänster månadsstämpel, mästarstämpel, guardeinstämpel och tretornsstämpel med årtalet 39 (1839).

I Danmark användes 1685 från ett system ett system med guardeinstämpel (kontrollör), mästarstämpel, månadsstämpel och en tretornsstämpel med årtal. Även sedan stämplingssystemet i övrigt förändrats har tretornsstämpeln fortsatt att fungera som garantistämpel på danskt silver.
Tidigare användes i Danmark en särskild tvåtornsstämpel för nysilver.